# Twilight Time
Twilight Time e втория албум на финландската група Стратовариус. Оригинално е издаден предходната година под името „Stratovarius II“ с лични средства на групата, но след сключване на договора с лейбъла „Shark Records“, е преиздаден с ново име и обложка. Албумът е записан в „Millbrook Studio“, а продуценти са Тимо Толки и Стратовариус. Обложката е дело на Ерик Филипе.

## Участници
- Тимо Толки – китара, вокали, бас китара
- Jari Behm – бас китара (официално част от групата, но не участва в музикалното изпълнение на песните в този албум)
- Анти Иконен – клавишни
- Туомо Ласила – ударни